# Turquetil de Neufmarché
No confundir con Turquetil de Harcourt
Turquetil de Neufmarché también Thureytel, Thureyitel, Torketill o Turchetil (Latín:  Turchetillus, c. 988-1040), fue un noble normando de origen vikingo, señor de Neufmarché, y uno de los tutores de Guillermo el Bastardo durante su minoría de edad como duque, tras la muerte de Roberto I de Normandía. Era hijo de Turold de Pont-Audemer y de Wewe, hermana de la Gunnora de Crepon.
El cronista Guillermo de Jumièges le menciona simplemente como Turold, ya que Turquetil se relaciona con un diminutivo. Eso ha provocado cierta confusión entre historiadores que han malinterpretado su genealogía, así como confundido a Turquetil de Neufmarché con Turquetil de Harcourt.
En 1035, el duque Roberto I de Normandía murió y fue sucedido por Guillermo el Bastardo, por entonces de ocho años de edad. Los barones ricardistas no aceptaban a un hijo considerado ilegítimo como heredero del duque, y se desencadenó un periodo de guerra civil hasta 1042. Osbern de Crépon (senescal), Gilberto de Brionne (tutor) y Alano III de Bretaña (regente) actuaron como protectores del joven Guillermo. Todos fueron asesinados entre 1040 y 1041. Turquetil también como otro tutor de Guillermo tampoco se libró de ese destino y lo mataron en Vaudreuil.

## Herencia
Se casó con Adelina de Montfort, hija de Thurstan de Bastembourg. De esa relación nacieron dos hijos:
- Geoffrey de Neufmarché;[6]
- Sybil de Neufmarché (c. 1000-1050). No confundir con la bisnieta de Turquetil, Sibyl de Neufmarché, hija de Bernard de Neufmarché.